# Campeonato de Fórmula Dois da FIA de 2012
O Campeonato de Fórmula Dois da FIA foi a quarta e última temporada do Campeonato de Fórmula Dois da FIA. A temporada começou em 14 de abril em Silverstone e terminou em 30 de setembro em Monza. O calendário de 2012 viu a adição de duas novas corridas.
Na rodada de abertura em Silverstone, o primeiro pole position da temporada foi Mathéo Tuscher, o mais jovem piloto a ter participado da caegoria. Tuscher foi ultrapassado por Christopher Zanella na primeira volta da corrida de abertura; Zanella foi mais tarde acompanhado por Mihai Marinescu e Luciano Bacheta, com Bacheta eventualmente prevalecendo sobre Zanella com Alex Fontana em terceiro. Marinescu conquistou pole position da segunda corrida, mas não conseguiu parar Bacheta, que alcançou sua segunda vitória do fim de semana; Fontana completou novamente o pódio, atrás de Marinescu.

## Calendário
| Ronda | Ronda | Circuito/Local                               | País        | Data           | A acompanhar o campeonato |
| ----- | ----- | -------------------------------------------- | ----------- | -------------- | ------------------------- |
| 1     | R1    | Silverstone Circuit                          | Reino Unido | 14 de Abril    |                           |
| 1     | R2    | Silverstone Circuit                          | Reino Unido | 15 de Abril    |                           |
| 2     | R1    | Autódromo Internacional do Algarve, Portimão | Portugal    | 28 de Abril    |                           |
| 2     | R2    | Autódromo Internacional do Algarve, Portimão | Portugal    | 29 de Abril    |                           |
| 3     | R1    | Nürburgring                                  | Alemanha    | 26 de Maio     |                           |
| 3     | R2    | Nürburgring                                  | Alemanha    | 27 de Maio     |                           |
| 4     | R1    | Spa-Francorchamps                            | Bélgica     | 23 de Junho    |                           |
| 4     | R2    | Spa-Francorchamps                            | Bélgica     | 24 de Junho    |                           |
| 5     | R1    | Brands Hatch, Kent                           | Reino Unido | 14 de Julho    |                           |
| 5     | R2    | Brands Hatch, Kent                           | Reino Unido | 15 de Julho    |                           |
| 6     | R1    | Circuit Paul Ricard                          | França      | 21 de Julho    |                           |
| 6     | R2    | Circuit Paul Ricard                          | França      | 22 de Julho    |                           |
| 7     | R1    | Hungaroring                                  | Hungria     | 8 de Setembro  |                           |
| 7     | R2    | Hungaroring                                  | Hungria     | 9 de Setembro  |                           |
| 8     | R1    | Autodromo Nazionale Monza                    | Itália      | 29 de Setembro |                           |
| 8     | R2    | Autodromo Nazionale Monza                    | Itália      | 30 de Setembro |                           |